# Buenaventura River

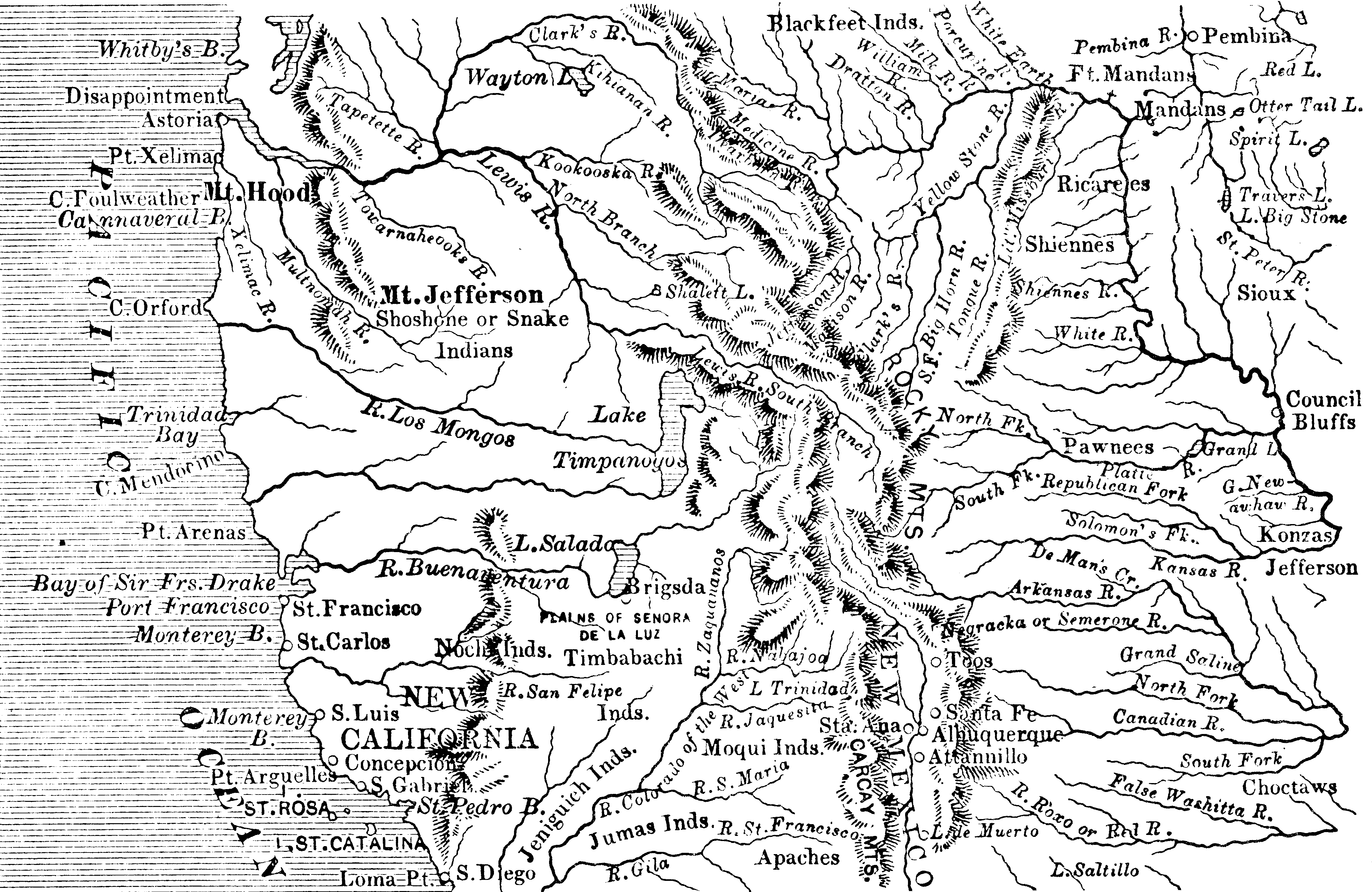
Landkarte von Albert Finley, 1826 mit dem Buenaventura River von der Bildmitte nach Südwesten, dann nach Westen über den Lago Salado

Der Buenaventura River ist ein fiktiver Fluss im Westen Nordamerikas, der über fünfzig Jahre lang in Landkarten eingetragen wurde und dessen Nichtexistenz erst 1844 durch eine Vermessungsexpedition festgestellt werden konnte. Er sollte von den Rocky Mountains nach Westen zur Küste Kaliforniens verlaufen und in der Region um San Francisco in den Pazifischen Ozean münden.

## Suche nach einem transkontinentalen Wasserweg
Bis weit in das 18. Jahrhundert richtete sich das Interesse insbesondere der Briten an der Erkundung des Westens Nordamerikas noch nicht auf Siedlungsräume, sondern auf einen Handelsweg zwischen den Zentren im Nordosten des Kontinents und Indien. Die einzige für sie nutzbare Verbindung führte um Kap Hoorn an der Spitze Südamerikas und bedeutete eine Reisedauer von fast einem Jahr. Die Erkundung der Nordwestpassage im Norden des Kontinents scheiterte im arktischen Eis. Ein schiffbarer Wasserweg in der Mitte Nordamerikas wäre ideal. Gäbe es ihn nicht, sollte der Landweg zwischen nutzbaren Flüssen möglichst kurz sein. Die Spanier hatten schon 1531 durch Hernán Cortés eine Verbindung zwischen Veracruz am Golf von Mexiko über Mexiko-Stadt in das damals Zacatula genannte Acapulco am Pazifik gefunden und nicht zuletzt darauf ihre Vormachtstellung im Pazifischen Ozean begründet.
Ende des 17. Jahrhunderts stießen französische  und britische Pelzhändler über die Großen Seen und den Ohio River Richtung Westen in den Kontinent vor. Sie fanden das große Flusssystem aus Mississippi und Missouri River sowie die Rocky Mountains, von deren Ostflanke die Flüsse große Wassermengen bezogen. Die Struktur dieses Gebirges und das Land im Westen der Berge war als „Weißer Fleck“ nur Gegenstand von Vermutungen. Erst die Küste Kaliforniens war wieder erforscht. Zumeist wurde angenommen, dass es auch im Westen große Flusssysteme geben müsse, die direkt zum Pazifischen Ozean fließen würden.
Die ersten Expeditionen zu den Bergen scheiterten. 1793 erreichte Alexander MacKenzie im Auftrag der britischen  Hudson’s Bay Company als erster Weißer den Pazifik auf einem nördlichen Landweg durch das spätere Kanada.
Thomas Jefferson, der dritte Präsident der jungen Vereinigten Staaten, kannte die Berichte der britischen Entdecker und wollte ihre Erkenntnisse für sein Land nutzbar machen. Als die USA im Jahre 1803 im Louisiana Purchase die französische Kolonie Louisiana westlich des Mississippi Rivers kauften, entsandte er 1804–1806 die Lewis-und-Clark-Expedition über die Rocky Mountains. Sie stießen über den Missouri River vor, überquerten die Berge auf einer nördlichen Route am Lolo Pass, erreichten den Columbia River und an ihm entlang den Pazifischen Ozean. Sie berichteten bei ihrer Rückkehr, dass die Rocky Mountains in dieser Region beinahe unpassierbar wären: Nur zu Fuß und ohne größere Lasten könnten sie überwunden werden. Das Interesse richtete sich ab jetzt auf die südlichen und zentralen Teile der Rocky Mountains.

## Der Buenaventura River
Dort wirkte sich eine Verwechslung aus: Die Dominguez-Escalante-Expedition von zwei spanischen Franziskaner-Priestern, Francisco Antanasio Domínguez und Silvestre Vélez de Escalante, hatte im Jahr 1776 versucht, eine Verbindung von Santa Fe im spanischen Nuevo México nach Monterey im ebenfalls spanischen California zu finden. Sie stießen als erste Weiße in den Nordwesten von Neu-Mexiko vor und entdeckten den Green River, den sie San Buenaventura benannten, nach dem heiligen Bonaventura von Bagnoregio. Weiter westlich trafen sie auf den nach Südwesten fließenden Sevier River und waren verwundert, dass Ute-Indianer ihn mit demselben Namen wie den Buenaventura bezeichneten. Im Tagebuch nannten Dominguez und Escalante ihn Rio San Ysabel und vermerkten ihre Zweifel an der Identität der Flüsse. Weiter nach Westen kamen sie nicht mehr, ihren Auftrag bis Kalifornien vorzustoßen konnten sie nicht erfüllen.

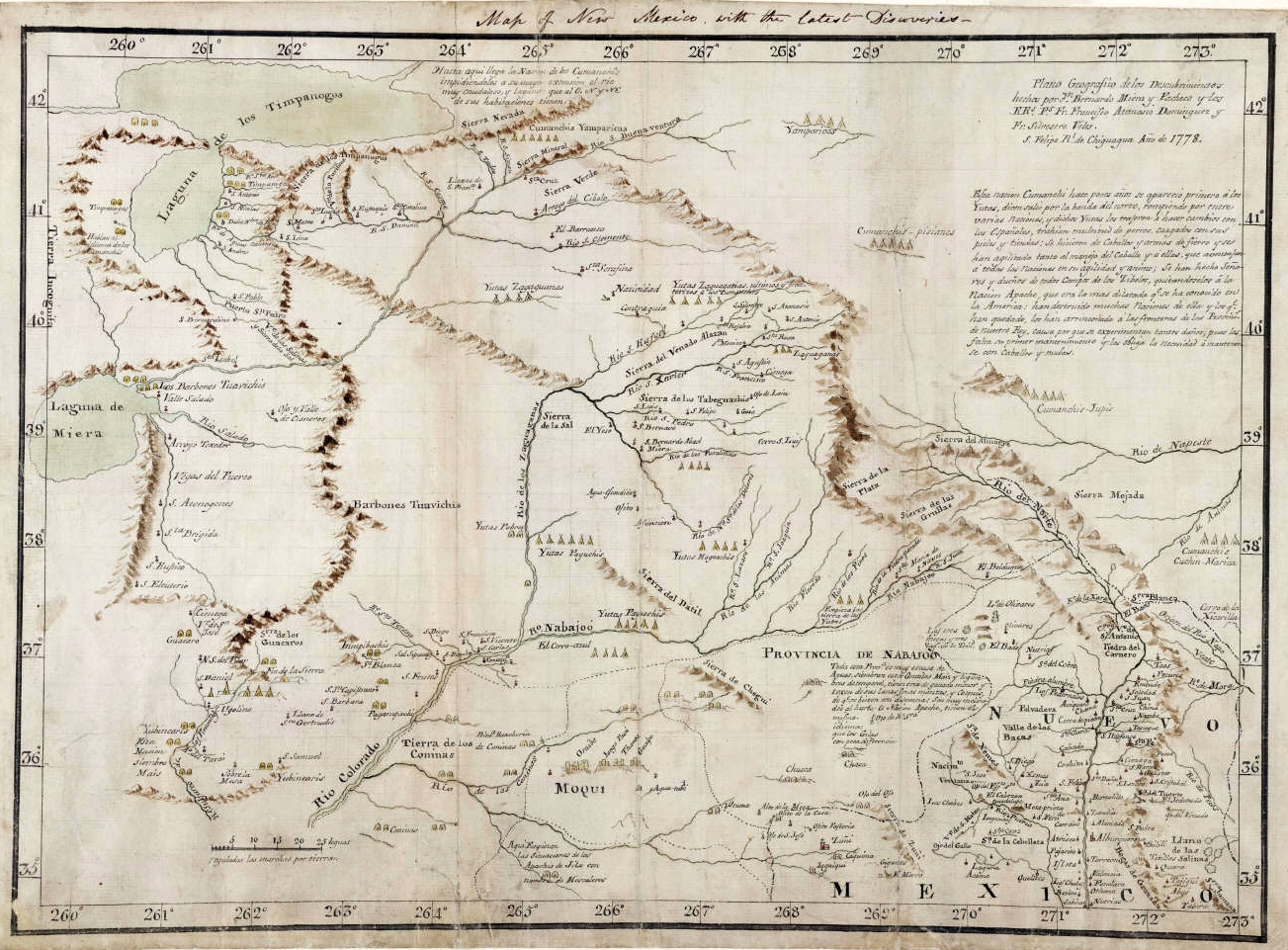
Karte des nordwestlichen Nuevo Mexico von Bernardo Miera, 1778. Der Buenaventura River verläuft von der oberen Bildmitte zur Laguna de Miera am westlichen Bildrand

Der pensionierte Offizier Bernardo Miera y Pacheco begleitete sie als Kartograph und verließ sich im Jahr 1778 beim Zeichnen der Karte für den Expeditionsbericht auf die Angaben der Indianer. Er trug irrtümlich den Buenaventura nicht als Zufluss des Colorado Rivers in südlicher Richtung in seine Karte ein, sondern orientierte ihn nach Südwesten und ließ ihn in einen unbescheiden nach ihm selbst Laguna de Miera genannten See münden, der später als Lago Salago (Salzsee) bezeichnet wurde und mit dem heute ausgetrockneten Sevier Lake identifiziert wird. Dieser lag ganz am Rand seiner Karte. Ebenfalls am Rand der Karte verzeichnete er Gebiete, die die Expedition nicht selbst gesehen hatte, sondern nur aus Berichten von Indianern kannte. Darunter ist die erste Darstellung des Großen Salzsees, den Miera irrtümlich mit dem Utah Lake verbunden darstellte und unter dem Namen Laguna de los Timpanogos vermerkte. Von diesem zeichnete er einen als schiffbar ausgewiesenen Fluss nach Westen, wo er bald am Kartenrand endete.
In einem Begleitschreiben zur Karte an den spanischen König Karl III. empfahl Miera die Anlage mehrerer spanischer Missionen in diesem Gebiet. Als wichtigsten Standort schlug er den Großen Salzsee vor und erwähnte nebenbei, dass von dort ein Wasserweg zur Küste möglich wäre, entweder über den Rio Timpanogos oder den Rio Buenaventura.
Die spanischen Kartographen Kaliforniens, Francisco Garcés und Pedro Font, hatten nur vom Küstengebirge und den zentralen Tälern fundierte Erkenntnisse. Die Struktur der Sierra Nevada, der Bergkette, die Kalifornien nach Osten begrenzt, war nicht näher erkundet. So identifizierten sie Flüsse aus der Sierra Nevada mit Mieras Darstellungen und als 1784 Manuel Augustin Mascaro und Miguel Constanso eine Karte des gesamten Vizekönigreiches Neuspanien anfertigten, übernahmen sie die Beschreibungen ihrer Kollegen. Spanien und das ab 1821 selbständige Mexiko führten keine Expeditionen in den unerschlossenen Norden ihrer Gebiete mehr durch – die Irrtümer wurden nicht aufgeklärt. Da bislang keine verlässliche Bestimmung von Längengraden im Westen des Kontinents stattgefunden hatte, fiel auch nicht auf, dass zwischen den Rocky Mountains und der Sierra Nevada rund 500 km liegen, die auf den frühen Karten ausgelassen oder stark verkürzt wurden.

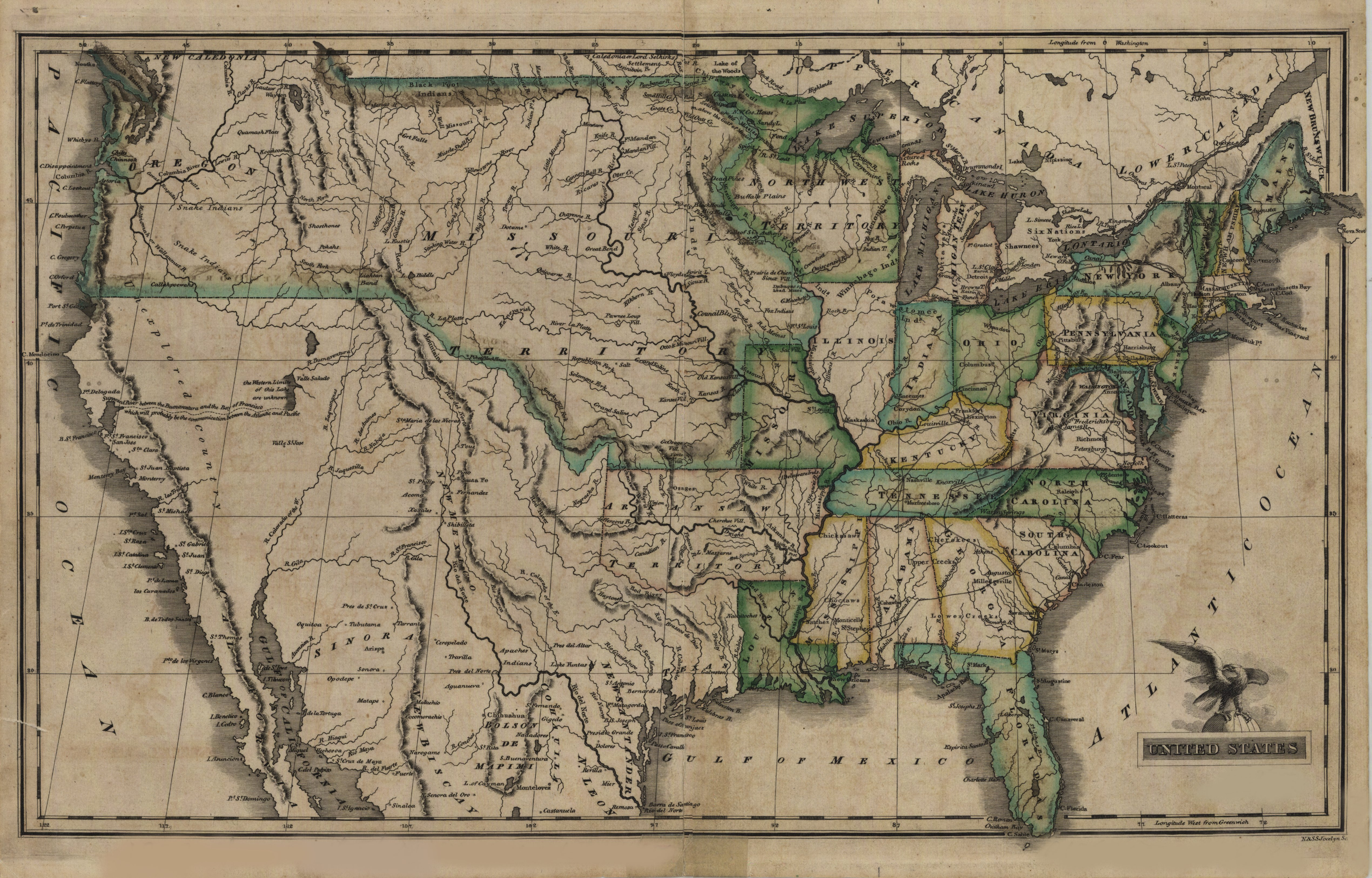
Karte von Sidney E. Morse, 1823, mit „Weißem Fleck“ westlich der Rocky Mountains und dem als spekulativ markierten Buenaventura River

Auch die ersten Kartographen Nordamerikas aus den neuen Vereinigten Staaten von Amerika stützten sich bei ihren Darstellungen des Westens des Kontinents auf die spanischen Karten. Alexander von Humboldt hatte sie bei seinem Aufenthalt 1803/04 in Mexiko-Stadt in den Archiven gefunden und in seiner Carte du Mexique et des pays limitrophes situés au nord et à lest von 1810/11 verarbeitet. William Clark 1814 und Zebulon Pike in seinem Buch aus dem Jahr 1810 über den Westen verbanden jeweils unterschiedliche, teils von ihnen selbst gesehene Flüsse wie den Sacramento River oder den Salinas River mit dem Buenaventura, den sie aus den spanischen Karten zu kennen glaubten. Albert Finley und viele Kartographen zogen diese weit verbreiteten Werke als Grundlagen ihrer Karten heran. Henry S. Tanner trug 1822 in seinen Atlas der Vereinigten Staaten sogar mehrere Flüsse direkt aus den Rocky Mountains zur Küste ein: der Timpanogos River sollte den Großen Salzsee, der Buenaventura River den Sevier Lake mit dem Ozean verbinden. Andere waren skeptisch und markierten den Buenaventura als spekulativ wie Sidney E. Morse im Jahr 1823. Albert Gallatin trug 1836 in seine Karte des Westens keinen Fluss im Gebiet des Buenaventuras mehr ein.

## John Charles Frémont
Der Trapper und Entdecker Jedediah Smith zog 1823/24 am South Pass über den Kamm der Rocky Mountains und erkundete mit seinen Kollegen als erste Amerikaner die Flüsse der westlichen Flanke. 1827 durchquerte er als erster Weißer die Sierra Nevada und die Wüste des Großen Beckens, deren Lage einen Fluss von den Rockies nach Westen unwahrscheinlich machte. In den Jahren 1827/28 zog er entlang des gesamten Kalifornischen Längstals nach Norden durch das Gebiet, in dem der Buenaventura River vermutet wurde, und fand ihn nicht. Als John Bidwell und Thomas Fitzpatrick 1841 eine erste kleine Siedlergruppe über den South Pass nach Kalifornien führten, wurde Bidwell empfohlen, Material für einen Bootsbau mitzunehmen, damit er ab dem Großen Salzsee auf dem Buenaventura fahren könne. Bidwell fand den von Peter Skene Ogden erstmals beschriebenen kleinen Humboldt River am Rand des Großen Beckens und zog an ihm entlang einen Teil der Route, die sich als California Trail etablierte. Einen schiffbaren Fluss durch die Sierra Nevada konnte er nicht finden.
Erst 1844 bestätigte die geografische Vermessungsexpedition John Charles Frémonts die Nichtexistenz des Flusses. Er stellte von Mai bis Oktober 1842 in Begleitung von Thomas Fitzpatrick und Kit Carson die genaue Lage zentraler Punkte der Rocky Mountains fest und ging von dort nach Westen. 1843/44 vermaß er den Columbia River sowie die Sierra Nevada und Teile Kaliforniens. Durch einen Messfehler am Walker River in der kalifornischen Sierra Nevada glaubte er am 27. Januar 1844 kurzzeitig den Buenaventura River gefunden zu haben, erkannte aber schon am 29. Januar seinen Irrtum. Auf der Reise stellte er erstmals die geografischen Zusammenhänge her und konnte einen Fluss zwischen den Rocky Mountains und Zentralkalifornien ausschließen.
Als feststand, dass es keinen durchgehenden Wasserweg geben würde, richteten Frémont und sein Schwiegervater und politischer Förderer, Senator Thomas Hart Benton ihr Interesse nunmehr auf eine transkontinentale Eisenbahnverbindung von der Ost- zur Westküste, die schließlich 1869 vollendet wurde.

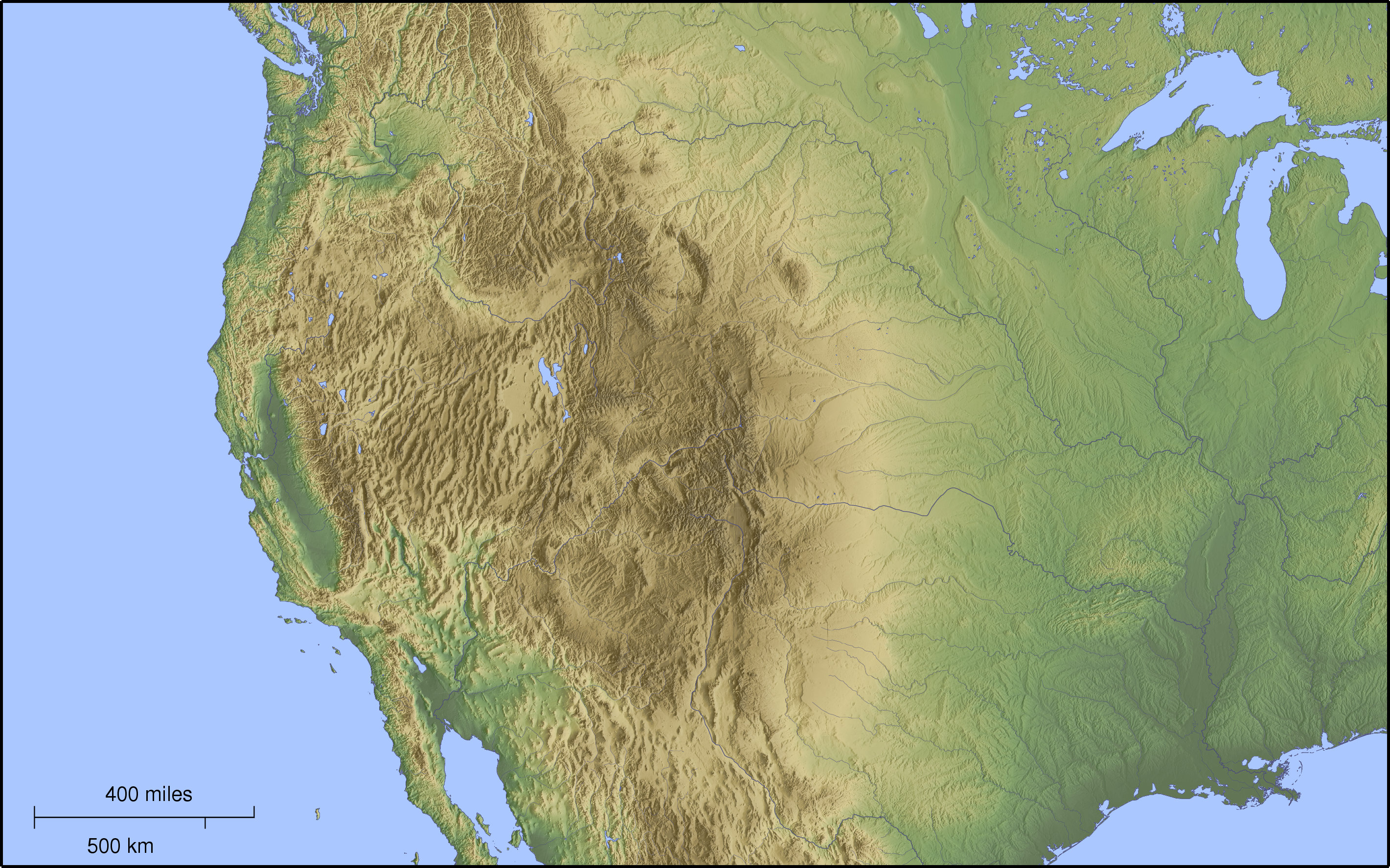
Der Westen der Vereinigten Staaten mit den großen Flusssystemen der Ebene östlich der Rocky Mountains und der abflusslosen Region des Großen Beckens westlich der Berge

## Geographie des Westens
Erst Frémont erkannte, dass die Niederschläge der zentralen Rocky Mountains überwiegend nach Osten zum Missouri und Mississippi abfließen und im Westen die abflusslose Wüste des Großen Beckens liegt. Fast alle Flüsse der Westflanke fließen in den Süden über den Green River zum Colorado oder nach Nordwesten über den Snake River zum Columbia River, und nur kleine Flussläufe münden direkt nach Westen in den abflusslosen Großen Salzsee. Westlich schließt sich an das Große Becken die in Nord-Süd-Richtung gestreckte Bergkette der Sierra Nevada an, deren Wasserläufe nach Westen in die beiden Flüsse des großen Nord-Süd-Tales Kaliforniens, den San Joaquin River und den Sacramento River fließen. Beide münden in der Bucht von San Francisco und dem Golden Gate in den Pazifik.